# Richmond Abbott
Richmond Abbott war ein englischer Tiermaler.
Abbott war in Liverpool und Gresford bei Wrexham (Wales) tätig. Zwischen 1861 und 1866 stellte er Tierbilder in der British Institution und in der Ausstellung in der Suffolk Street in London aus.